# Petter Hahn
Petter Hahn, född 1650 i Småland, död den 12 december 1718 (på flykt till den svenska riksdelen undan ryssarna), var en finländsk universitetslärare.
Hahn blev student vid Åbo akademi 1672, utnämndes 1675 till biblioteksamanuens och promoverades 1679 till filosofie magister. År 1681 förordnades han till extra ordinarie professor vid filosofiska fakulteten, med skyldighet att föreläsa i fysik, och blev 1683 ordinarie professor i nämnda vetenskap samt 1690 därjämte universitetsbibliotekarie. Som naturforskare äger Hahn en viss betydelse i Finlands andliga utveckling. Han bidrog med sina 125 akademiska avhandlingar i högst väsentlig grad till att i Finland införa den nya tidens sätt att betrakta naturen och att ur det allmänna medvetandet undantränga de dittills nära nog allena härskande skolastiska begreppen. I flera av sina skrifter, vilka behandlar såväl rent fysikaliska som zoologiska, botaniska och fysiologiska ämnen, ställde han sig i många stycken på den nya naturforskningens ståndpunkt. Därjämte framträder i dem de nya, från Cartesius härrörande filosofiska tankarna, vilka några år före Hahn hade väckt stort motstånd hos de ledande männen vid Åbo akademi, men nu, instuckna i naturvetenskapliga avhandlingar, inte uppmärksammades av den kyrkliga intoleransen. 